# Cleisocentron abasii
Cleisocentron abasii är en orkidéart som beskrevs av William Cavestro. Cleisocentron abasii ingår i släktet Cleisocentron och familjen orkidéer. Inga underarter finns listade i Catalogue of Life.